# Омельянович, Сергей Леонидович
Серге́й Леони́дович Омелья́нович (укр. Сергій Леонідович Омельянович; 13 августа 1977; Кадиевка, Луганская область, УССР, СССР — 21 июля 2015; Лоб, Бельгия) — украинский футболист, выступавший на позициях защитника и полузащитника. Бронзовый призёр юношеского (до 16 лет) чемпионата Европы 1994 года.

## Игровая карьера
Родился в Стаханове. Футболом начинал заниматься в местной ДЮСШ. Первые тренеры – Владимир Марченко и Александр Михайлович Музыка. Далее обучался в луганском спортинтернате (тренер – Сергей Николаевич Горковенко). В 1989 году в составе сборной Луганской области принимал участие в турнире в Сент-Этьене, где познакомился с будущим игроком донецкого «Шахтёра» Геннадием Зубовым, с которым дружил в течение всей дальнейшей жизни. В 1994 году ребята в составе юношеской сборной Украины получили «бронзу» на чемпионате Европы среди 16-летних. В том же году Сергей начал привлекаться к матчам «Зари-МАЛС», выступавшей в высшей украинской лиге, однако провёл в составе луганчан всего 5 поединков, после чего отправился в Бельгию, где заключил соглашение с «Шарлеруа».
Карьера Омельяновича в бельгийском клубе развивалась не очень стремительно, и регулярно появляться в основном составе он начал только на четвёртый год пребывания в команде. Тогда же на него обратил внимание и тренерский штаб молодёжной сборной Украины. Там Омельянович провёл лишь 1 поединок, после чего форму сборной больше не надевал.
В 2001 году, после семи сезонов в «Шарлеруа», уперешёл в ряды «Вестерло», в составе которого дебютировал в Кубке УЕФА, где бельгийцы по сумме двух матчей уступили немецкой «Герте». Этот сезон стал для Омельяновича не только последним в «Вестерло», но и последним в Бельгии на высшем уровне. Впоследствии он в течение трёх сезонов защищал цвета «Вербрудеринг Гел», где забил 10 мячей в 46 играх, а в 2005 году перебрался в финский «Алльянсси», в составе которого снова попробовал свои силы в еврокубках.
В 2006 году снова вернулся в Бельгию, где в течение пяти сезонов выступал за клубы низших лиг. Безуспешно пытался устроиться в «Этникос Астерас», выступавшем в греческой Футбольной лиге 2. После завершения активных выступлений работал детским тренером.
Умер 21 июля 2015 в собственном доме в коммуне Лоб (провинция Эно), где его и нашла девушка, с которой Омельянович жил. По предварительной информации СМИ, причиной его смерти могла стать алкогольная интоксикация, однако по свидетельству друзей и родных Омельяновича, он не употреблял спиртного и не курил.
16 сентября 2016 года в Монсо-сюр-Самбре состоялся матч памяти Сергея Омельяновича. В нём приняли участие ветераны клуба «Шарлеруа» Тибор Балог, Данте Броньо, Мустафа Дуай, Рош Жерар и другие.